# Tarrafal de Monte Trigo
Tarrafal de Monte Trigo es una localidad caboverdiana del municipio de Porto Novo.

## Geografía
La localidad está situada en la isla Santo Antão.

## Organización territorial
La localidad abarca los lugares y barrios de:
- Agostinho Pereira
- Cabouco de Tarafe
- Covão
- Cutelo
- For Cal
- Ladeira
- Lombo de Cal
- Pé de Tambarina
- Praia